# Nicho ecológico

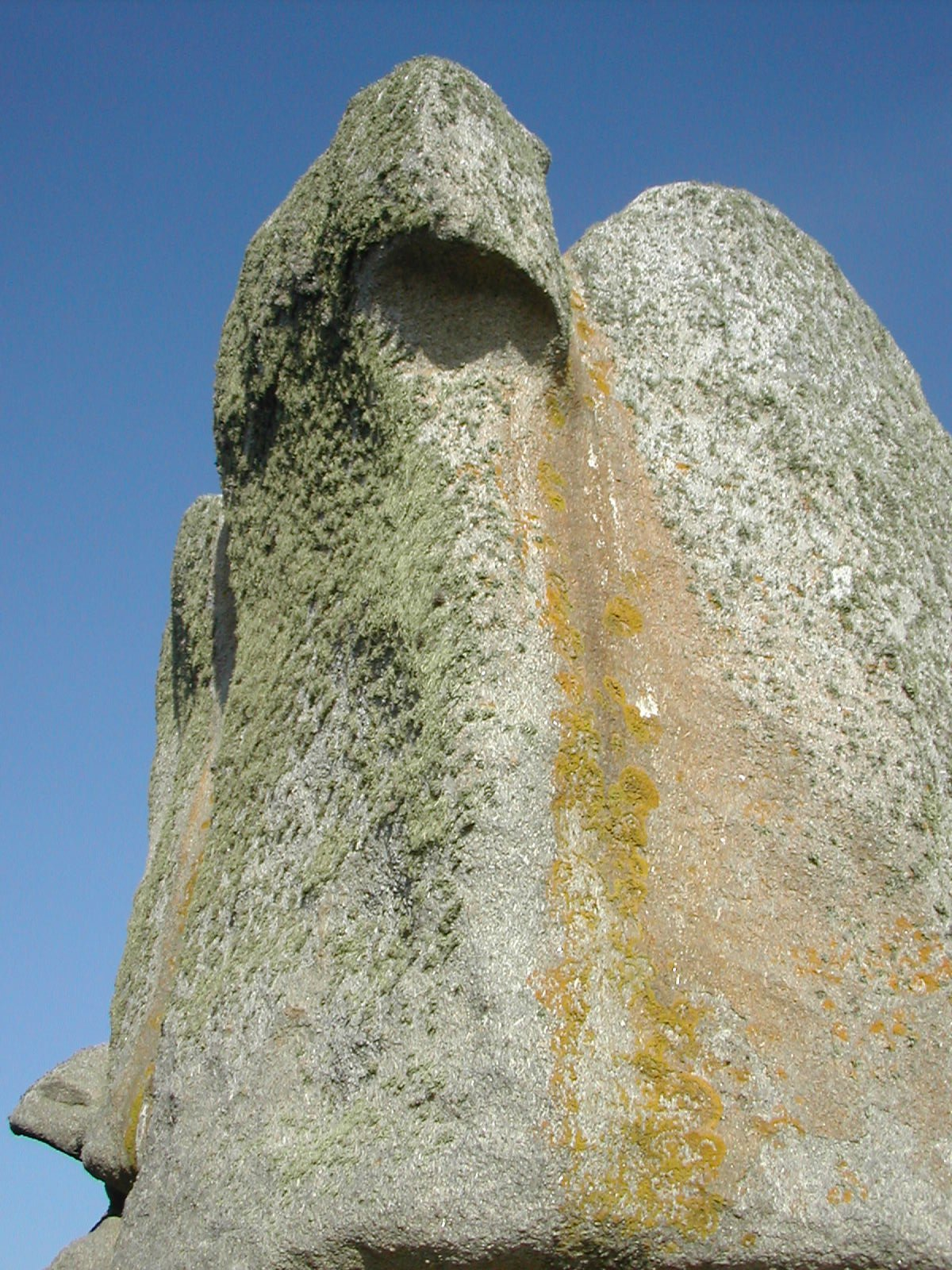
Dos líquenes en una roca, ejemplo de un nicho ecológico

En ecología, un nicho es el lugar que ocupa una especie en el medio ambiente, en un ecosistema: "...de algún modo, el nicho ecológico recoge la función del ser vivo en la naturaleza". El término “nicho” abarca todo lo que condiciona la existencia de una especie en un lugar determinado, incluidos factores abióticos como la temperatura, la humedad, las precipitaciones y factores bióticos como la presencia de alimento, competidores, depredadores, refugios, etcétera.
El nicho es un concepto abstracto pero central en la ecología. Aunque hay varias definiciones de nicho, una de las más usadas es la que describe al nicho como un hipervolumen multidimensional que incluye todos los factores bióticos y abióticos con los que el organismo se relaciona. Este hipervolumen presenta n dimensiones, donde cada dimensión corresponde a los factores antes descritos. De esta forma, el nicho involucra a todos los recursos presentes del ambiente, las adaptaciones del organismo en estudio y cómo se relacionan estos dos aspectos (nivel de adaptación, eficiencia de consumo, etcétera). El nicho ecológico permite que en un área determinada convivan muchas especies, herbívoras, carnívoras u omnívoras, habiéndose especializado cada una de ellas en una determinada planta o presa, sin ser competencia unas de otras.
El nicho influye de varias maneras. Una de ellas es cómo una población responde a la abundancia de sus recursos y enemigos: por ejemplo, creciendo cuando abundan los recursos y escasean los predadores, parásitos y patógenos. Otra manera sería cómo esa población afecta a esos mismos factores: por ejemplo, reduciendo la abundancia de recursos por la vía del consumo y contribuyendo al crecimiento de la población al caer presa de ellos.
Sin embargo, el uso de los recursos disminuye por la existencia de otras especies que los utilizan. De ahí que el nicho se relacione con el concepto de competencia interespecífica: el uso de recursos por parte de una especie interferirá con el nicho de otra especie que usa el mismo recurso, lo que lleva a que sus nichos individuales se solapen.
Un nicho grinnelliano está determinado por el hábitat en el que vive una especie y las adaptaciones del comportamiento que lo acompañan. Un nicho eltoniano hace hincapié en que una especie no sólo crece en un entorno y responde a él, sino que también pueden cambiar el entorno y su comportamiento a medida que crece. El nicho hutchinsoniano utiliza las matemáticas y la estadística para tratar de explicar cómo coexisten las especies dentro de una comunidad determinada.
El concepto de nicho ecológico es fundamental para la biogeografía ecológica, que se centra en los patrones espaciales de las comunidades ecológicas.  «Las distribuciones de las especies y su dinámica a lo largo del tiempo son el resultado de las propiedades de las especies, de la variación ambiental y de las interacciones entre ambas, en particular de la capacidad de algunas especies, especialmente la nuestra, para modificar su entorno y alterar la dinámica del área de distribución de muchas otras especies».  La alteración de un nicho ecológico por parte de sus habitantes es el tema de la construcción de nicho.

## Definiciones
En un principio el concepto fue desarrollado independientemente por Joseph Grinnell y Charles Sutherland Elton. A pesar de las similitudes, las dos definiciones se suelen distinguir como el «nicho de hábitat» y «nicho funcional»: Elton había querido explicar la estructuración de las comunidades y por eso usaba variables tróficas, mientras que Grinnell, al definir al nicho como la menor unidad de distribución en una escala jerárquica, basado en el principio de exclusión competitiva, intentaba explicar la especiación. Posteriormente George Evelyn Hutchinson propuso el «nicho de persistencia», el cual se presentó solamente como una formalización cuantitativa del concepto.

### Nicho como «hábitat»
Las ideas tempranas de Grinnell se centraron alrededor de las influencias del ambiente físico o hábitat, el término «nicho» abarca todo lo que condiciona la existencia de una especie en un lugar determinado, Grinnell creía que algunos nichos que están ocupados en una región pueden estar vacantes en otra, debido a las limitaciones en la dispersión por las barreras geográficas. Al comparar comunidades se dio cuenta de que las especies, debido a la convergencia evolutiva, son impulsadas a ocupar nichos similares en diferentes áreas geográficas, llamando a las especies con esta característica como «equivalentes ecológicos».

Cada especie tiene su propio perfil fisiológico, morfológico y conductual, lo que la hace apta para ocupar espacios particulares ofrecidos por la naturaleza.
Joseph Grinnell (1916–28)

### Nicho como «rol»
Para Charles Sutherland Elton, entre los factores más importantes para definir el nicho están las relaciones tróficas entre las especies, por lo que el nicho es «el rol» de la especie en la comunidad, definido por un conjunto de relaciones tróficas como el alimento consumido por los individuos de la especie y los organismos que los consumen (depredadores, herbívoros, etcétera), además de los factores abióticos cruciales para determinar el «rol» de la especie. Elton también se dio cuenta de que hay especies en diferentes lugares con relaciones tróficas similares (igual «rol»), dándole importancia al fenómeno de los «equivalentes ecológicos».

El nicho de un animal significa su lugar en el ambiente biótico, su relación con el alimento y sus enemigos [...] Describe el estatus de un animal en su comunidad, para indicar lo que está haciendo y no sólo lo que parece.
Charles Sutherland Elton (1927).

### Nicho como un «hipervolumen N-dimensional»
La existencia de equivalentes ecológicos implica que un conjunto de reglas invariantes determina los nichos disponibles para la ocupación en un tipo particular de ambiente. Además, los nichos pueden estar «vacíos» en el sentido de que una especie adecuada no se produce dentro de una localidad, tal vez por su filogenia o por su historia natural nunca llegó allí o fue incapaz de evolucionar in situ. Por lo anterior, se ha puesto en duda la existencia de los equivalentes ecológicos, por ejemplo, entre los desiertos (que por lo general presentan una gran número de especies endémicas), pues las especies no son parecidas entre localidades diferentes.
Una definición diferente de nicho fue propuesta por George E. Hutchinson para abordar las maneras en que las tolerancias y los requerimientos interactúan definiendo las condiciones y los recursos que necesita un individuo o una especie para sobrevivir. Hutchinson propuso un nicho multidimensional, una definición que formula el nicho ecológico como una descripción cuantitativa de la gama de condiciones ambientales que permiten que una población persista en algún lugar, donde persistir hace referencia a tener una tasa de crecimiento poblacional positiva o al menos nula. Por lo anterior esta definición se conoce como «nicho de persistencia». Hutchinson definió el nicho como un hipervolumen n-dimensional, con n factores ambientales y cada factor se presenta como una dimensión en el hipervolumen. Estos factores son importantes para la supervivencia y la reproducción de la especie.

El término nicho [...] se define como la suma de todos los factores ambientales que actúan sobre el organismo; El nicho así definido es una región de un hiperespacio n-dimensional.
George Evelyn Hutchinson (1944–58).

Esta definición proporciona una manera precisa y cuantitativa de caracterizar el nicho ecológico. Además, se centra en la especie en lugar de lo que pasaría en la oportunidad de que una especie exista o no en una comunidad (este último es el concepto de «rol» de Elton). Por lo tanto, los equivalentes ecológicos no son necesariamente esperados y, si no ocurren, no son preocupantes para el concepto, pues no hay nichos vacíos (aunque si puede pensarse en esta definición).

#### Nicho fundamental y nicho realizado
Hutchinson define «nicho fundamental» como las condiciones físicas bajo las cuales una especie podría vivir, en ausencia de interacciones con otras especies. Sin embargo, reconoció que las interacciones como la competencia pueden restringir los ambientes en los que una especie puede vivir. Se refirió a estas condiciones más restringidas como el «nicho realizado», que es el nicho real de una especie cuya distribución está limitada por interacciones bióticas como la competencia, la depredación, la enfermedad y el parasitismo. Este concepto se centra en la especie, en este caso su población, más que en el entorno. Siendo el nicho un concepto abstracto y no una posición fija en el espacio por lo que un nicho no es un lugar a diferencia de la definición del «hábitat» de Grinnell.

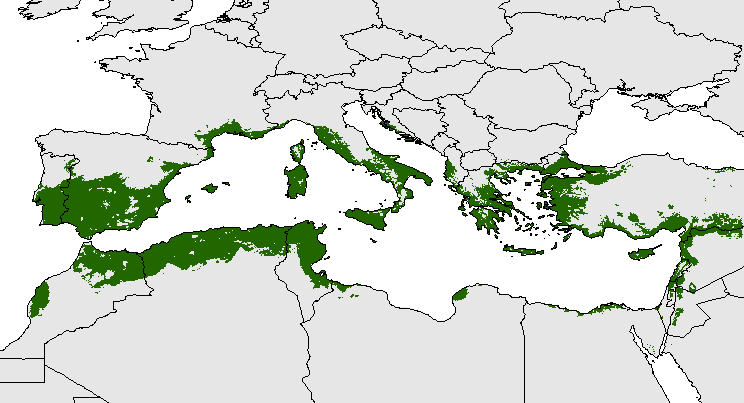
Distribución potencial del olivo en la Cuenca del Mediterráneo. Nicho ecológico calculado mediante un Modelo de Máxima Entropía (MAXENT)

#### Críticas
La dificultad de evaluar el nicho de persistencia de Hutchinson radica en que para cada punto del hipervolumen n-dimensional se debe tener una medida de la tasa de crecimiento.Por ejemplo, para cada valor de temperatura y humedad es necesario cultivar poblaciones o determinar su tasa de crecimiento poblacional (r), hasta obtener todas las posibles combinaciones de temperatura y humedad en las que la población puede persistir. La dificultad de hacer este procedimiento para todos los organismos, menos los microbios, en el mejor de los casos, es evidente.
Una revisión moderna del concepto la realizaron Jonathan Chase y Matthew Leibold, corrigiendo los problemas de la definición de Hutchinson, definiendo el nicho como un conjunto de variables ambientales que permiten que una especie tenga r mayor o igual a cero, junto con los efectos de esa especie en esas variables ambientales. Los ejes del nicho son ampliamente interpretados y pueden incluir una variedad de factores que afectan a las poblaciones, y viceversa. Los ejemplos incluyen la cantidad de un recurso dado, la abundancia de un depredador dado y el grado de un estrés físico como la velocidad del viento. De esta manera, se pueden incorporar los efectos de las especies en las condiciones ambientales, y se puede especificar una región dada de nicho de espacio donde una especie tenga el r mayor que cero. Aunque este modelo representa una gran mejora en el concepto de nicho de persistencia de la población, la dificultad operativa de la medición todavía existe.

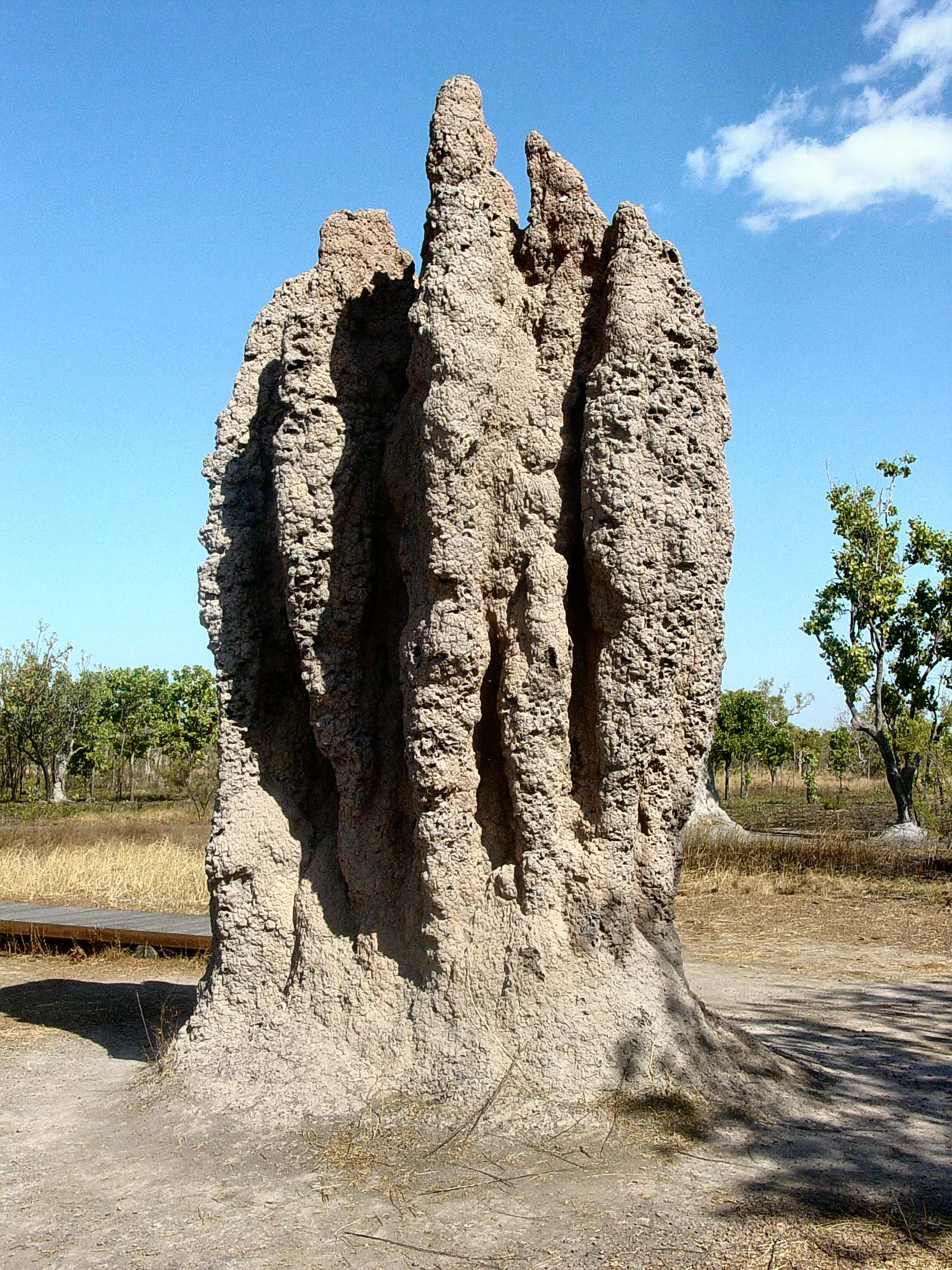
Nido de termitas

## Construcción de nicho y evolución
En biología, se denomina «construcción de nicho» a la alteración del hábitat propio o de otra especie por parte de un organismo vivo. Este proceso de modificación del entorno suele llevar aparejado objetivos específicos muy dispares para el organismo, tales como el cuidado de las crías, el mejor manejo de recursos, un incremento de la seguridad, etcétera. Como parece evidente, es un fenómeno muy extendido por todo el mundo animal, incluidos los seres humanos: las represas de los castores, los nidos de las aves, las telas de araña, o los hormigueros son algunas de las construcciones de nicho más comunes.